# Конђунти (Пескара)
Конђунти (итал. Congiunti) је насеље у Италији у округу Пескара, региону Абруцо.
Према процени из 2011. у насељу је живело 755 становника. Насеље се налази на надморској висини од 40 м.